# Larry Craig
Larry Edwin Craig, född 20 juli 1945 i Council, Idaho, är en amerikansk republikansk politiker. Han är representerade delstaten Idaho i båda kamrarna av USA:s kongress, först i representanthuset 1981-1991 och sedan i senaten 1991-2009.
Craig avlade 1969 sin kandidatexamen vid University of Idaho. Han studerade därefter en kort tid vidare vid George Washington University. Han tjänstgjorde i Idahos nationalgarde 1970-1972. Han var ledamot av delstatens senat 1974-1980.
Kongressledamoten Steve Symms kandiderade 1980 till senaten och besegrade sittande senatorn Frank Church. Craig efterträdde Symms som kongressledamot i januari 1981. Han blev 1983 styrelseledamot i National Rifle Association of America. Han gifte sig 1983 med Suzanne Thompson och adopterade hennes tre barn från ett tidigare äktenskap.
Senator James A. McClure kandiderade inte till omval i kongressvalet 1990. Craig besegrade demokraten Ron J. Twilegar i valet och efterträdde följande år McClure som senator. Han omvaldes 1996 och 2002.
Den 11 juni 2007 greps Craig av polis anklagad för förargelseväckande beteende på en herrtoalett på flygplatsen Minneapolis–Saint Paul International Airport. Den 8 augusti samma år erkände sig Craig skyldig till anklagelsen. Den 1 september meddelade han att han tänker avgå som senator i slutet av månaden. Efter att ha förgäves försökt dra tillbaka sitt erkännande meddelade Craig sedan att han sitter kvar som senator fram till slutet av mandatperioden. Han efterträddes i januari 2009 som senator av Jim Risch. Efter att ha lämnat senaten gav Craig upp sitt försök att få erkännandet ogiltigförklarat i Minnesotas högsta domstol. Enligt en av de i fallet anlitade advokaterna verkade det helt klart att domstolen inte skulle ha behandlat Craigs ansökan.
Han är gift med Suzanne Thompson.